# Jeremy Spencer
Jeremy Cedric Spencer (4 de julho de 1948) é um músico britânico, integrante da banda de rock Fleetwood Mac entre 1967 e 1971. Especialista em slide guitar, ele foi o primeiro guitarrista da banda, a qual abandonou em 1971 para se juntar ao grupo religioso Children of God.

## Fleetwood Mac
No verão de 1967, Spencer chamou a atenção de Peter Green, guitarrista que deixava o John Mayall & the Bluesbreakers para formar sua própria banda. Green já havia convidado Mick Fleetwood e o provisório baixista Bob Brunning para se juntarem a ele e queria outro guitarrista para preencher melhor o som da banda nos palcos. Spencer estava na época tocando num trio de blues, The Levi Set, e já era então um músico consumado como pianista e na guitarra slide. Ele aceitou o convite e encaixou bem na banda, que logo depois passou a contar com o baixista John McVie, também um ex-Bluesbreakers, em sua formação final.
Com essa formação, o Fleetwood Mac gravou dois discos de canções tradicionais de blues, com Spencer contribuindo com variações em cima de blues tradicionais, além de colaborar com algumas canções próprias. Apesar disso, Green foi ficando frustrado com a falta de vontade de Spencer em colaborar em suas músicas, mesmo que ele tocasse nas gravações das canções de Spencer quando era necessário.  Como as colaborações de Spencer para as músicas do Mac se tornaram pequenas e desinteressadas, Green contratou outro guitarrista de 18 anos, Danny Kirwan, mantendo Spencer e transformando o Mac num quinteto.
Green e Kirwan se completaram como músicos, desenvolvendo um estilo próprio e criando várias peças instrumentais de sucesso para o Mac, especialmente Albatross, que chegou ao posto #1 no Reino Unido. Com isso, Spencer foi sentindo-se isolado dentro da banda e contribuiu muito pouco para o terceiro disco.
No palco, entretanto, Spencer era uma parte fundamental da banda, com uma rotina estridente de canções de blues antigos que tocava e que eram extremamente populares com o público. Além disso, ele era um grande mímico, fazendo grandes personificações de Elvis Presley, Buddy Holly, John Mayall e quem mais ele desejasse improvisar no momento. Frequentemente ele também tinha um comportamento inadequado no palco, o que fez o Mac ter problemas com promotores e proprietários de casas de show, chegando todos a serem banidos do Marquee Club, em Londres, certa vez.  Fora do palco, porém, ele era um homem silencioso e retirado, com os outros membros do grupo lembrando-se de vê-lo sempre lendo a bíblia em seu quarto de hotel, uma visão completamente diferente de sua persona no palco. Ele foi o primeiro membro do Mac a lançar um disco solo, Jeremy Spencer, em 1970. Este disco trazia muitas paródias e canções divertidas dos anos 50 mas não fez sucesso, não tendo sido até hoje lançado em CD.
Quando Peter Green deixou o Mac em 1970, a banda ficou em estado de letargia e houve a possibilidade de não continuarem. Mantiveram-se porém juntos e Spencer e Kirwan começaram a trabalhar juntos em novas músicas, lançadas no fim de 1970 no álbum Kiln House, de pouca repercussão.

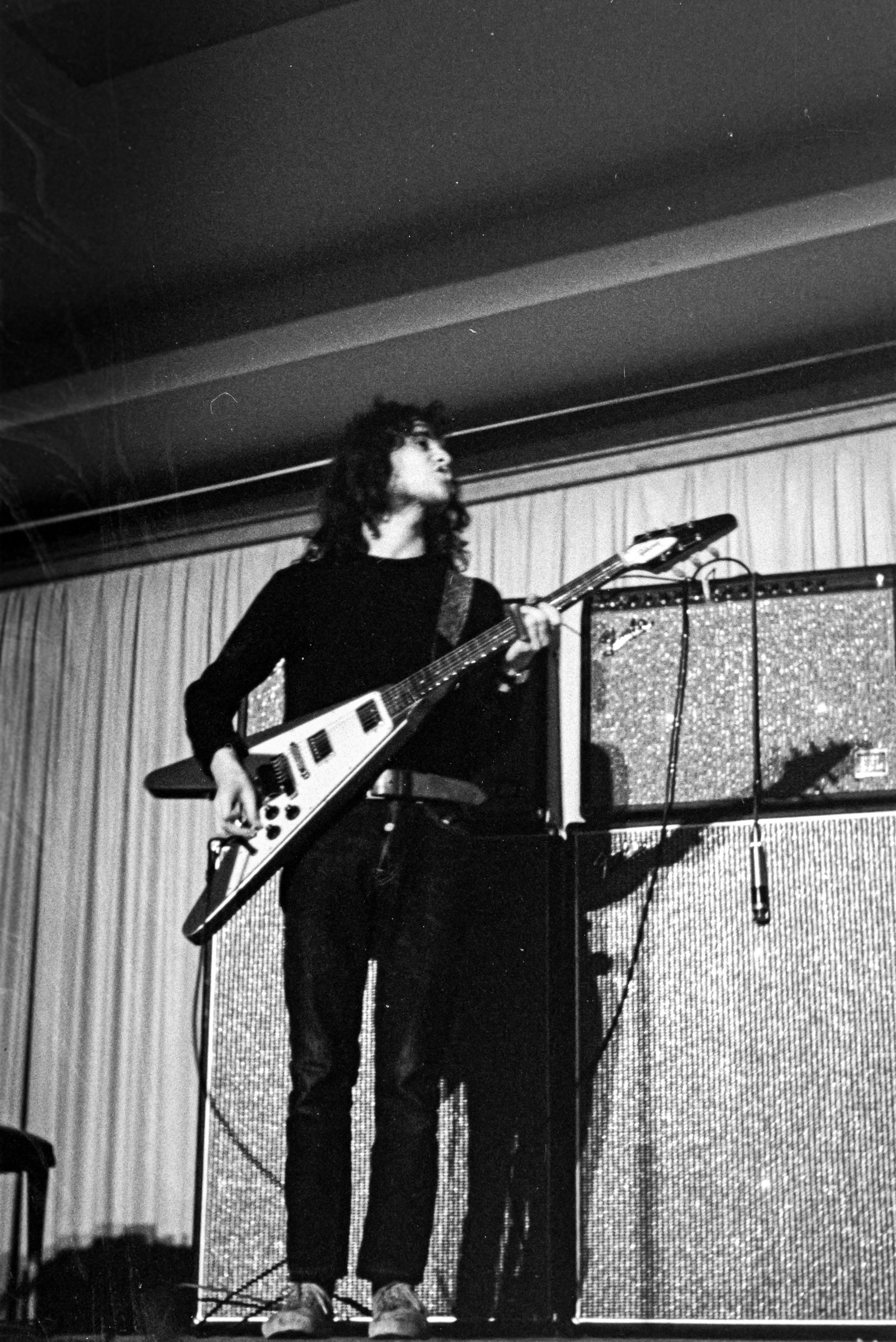
Spencer em show do Fleetwood Mac, 18 de março de 1970.

O espírito de Spencer com relação ao Fleetwood Mac e à sua carreira como músico começou a mudar durante uma turnê aos Estados Unidos em fevereiro de 1971, com a nova tecladista da banda, Christine McVie, esposa do baixista John McVie. Sua desilusão com seu trabalho no Mac começou a aumentar e, em uma entrevista, foi mencionado que ele disse sobre sua própria voz cantando num dos concertos antigos gravados pela banda: "Isto soa horrível, soa como merda". De acordo com Mick Fleetwood, Spencer teve dificuldade em se recuperar de uma má experiência com mescalina no início da turnê americana. Poucos dias antes de uma viagem de San Francisco para Los Angeles, durante a excursão, esta última cidade sofreu um terremoto. Num estado mental frágil e cheio de más premonições, ele apelou ao grupo, sem sucesso, que cancelasse essa viagem. Pouco depois da chegada da banda à LA para uma apresentação no Whisky a Go Go, Spencer deixou o quarto de hotel que dividia com Fleetwood para visitar uma livraria na Hollywood Boulevard e nunca mais voltou. Seu desaparecimento forçou o cancelamento do concerto e colocou os membros da banda e sua equipe técnica atrás dele por toda cidade. Alguns dias depois, descobriu-se que ele havia se juntado ao grupo religioso Children of God (Meninos de Deus) e que não queria mais fazer parte da banda. Apesar do apelo do empresário Clifford Davis para que ele voltasse e cumprisse suas obrigações contratuais com o Mac, Spencer nunca mais retornou à banda, o que fez com eles tivessem que apelar a Peter Green para que se juntasse ao grupo para cumprir os shows finais da turnê e depois contratassem novo guitarrista, Bob Welch.
Apesar dos rumores de que havia sofrido lavagem cerebral ou ter sido induzido a se juntar à organização religiosa pela força, Spencer sempre declarou que fez isso por vontade própria. Naquele dia ele foi abordado por um jovem chamado "Apollos", que iniciou uma conversa com o guitarrista e o convidou a conhecer uma missão religiosa nas proximidades, onde estavam outros membros da seita. Durante aquela tarde junto aos convertidos da organização, ele chegou à conclusão que essa mudança de direção em sua vida era necessária.  Quando o pessoal do Mac conseguiu encontrá-lo, ele já estava com a cabeça mudada. Através dos anos, apesar de confiar que tinha feito a escolha certa, Spencer tem declarado que a maneira como deixou o Mac foi lamentável: "a maneira como saí foi errada e cometi um engano. Eu deveria ter conversado com eles direito, mas eu estava desesperado".

## Vida posterior
Spencer e sua então esposa Fiona mudaram-se para os Estados Unidos e foram viver em comunidade com os Meninos de Deus. Logo ele formou uma banda com membros da seita e fizeram shows gratuitos pelos EUA. Um álbum chegou a ser gravado em 1972, Jeremy Spencer and the Children, sem sucesso comercial. Pouco se sabe deste período de sua vida, mas ele rodou o mundo gravando músicas para sua organização e morou no Brasil em 1975 e na Itália em 1977.
Em 1978, um membro do Childrens of God contratou os irmãos Machat para representar Spencer e sua banda. Os empresários conseguiram um contrato em Nova York com a Atlantic Records. Em 1978-79, a recém-formada Jeremy Spencer Band lançou o disco de blues-rock Flee, que teve pouco retorno comercial. Durante os anos 80 ele viveu nas Filipinas, antes de trabalhar na Índia, fazendo concertos de caridade, nos anos 90. Mais tarde mudou-se para a Irlanda e para a Alemanha, e ainda hoje colabora com o Children of God (hoje chamada de Family International) ilustrando livros e escrevendo histórias.
Continuando a tocar, em 2006 ele lançou outro álbum, Precious Little, gravado na Noruega e em 2012, Bend in the Road.
Spencer foi introduzido no Rock and Roll Hall of Fame em 1998, junto com seus ex-companheiros do Fleetwood Mac. Nos últimos anos, ele voltou a manter contato com Mick Fleetwood e John McVie e os três participaram juntos de uma jam session na casa de Fleetwood, junto com Rick Vito, outro ex-integrante do Mac.